# Azure Window

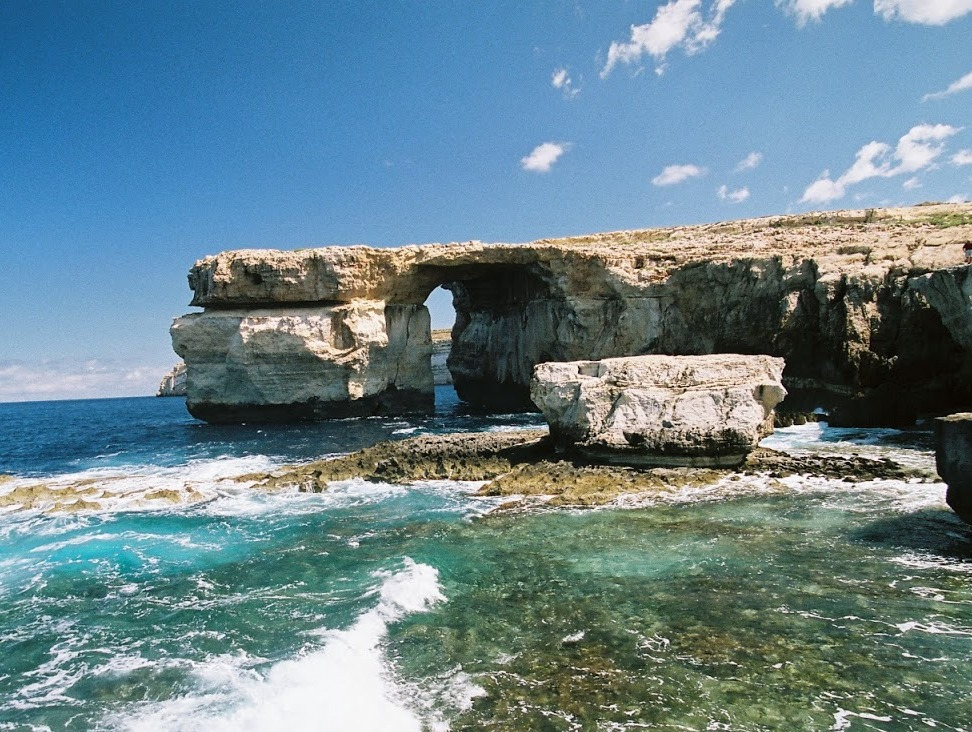
Azure Window przed zawaleniem w 2012

Azure Window (malt. it-Tieqa Żerqa, pol. Lazurowe Okno), znane też jako Dwejra Window (malt. it-Tieqa tad-Dwejra) – nieistniejący już most skalny u wybrzeży wyspy Gozo w Republice Malty, położony w pobliżu zatoki Dwejra na terenie gminy San Lawrenz. Pod formacją przepływała woda morska. Lazurowe Okno było jedną z najbardziej znanych atrakcji turystycznych Malty. W pobliżu znajdują się także wewnętrzna zatoka morska Inland Sea oraz skała Fungus Rock, chroniona niegdyś przez wieżę Dwejra, jedną z tzw. wież Lascarisa.

## Powstanie

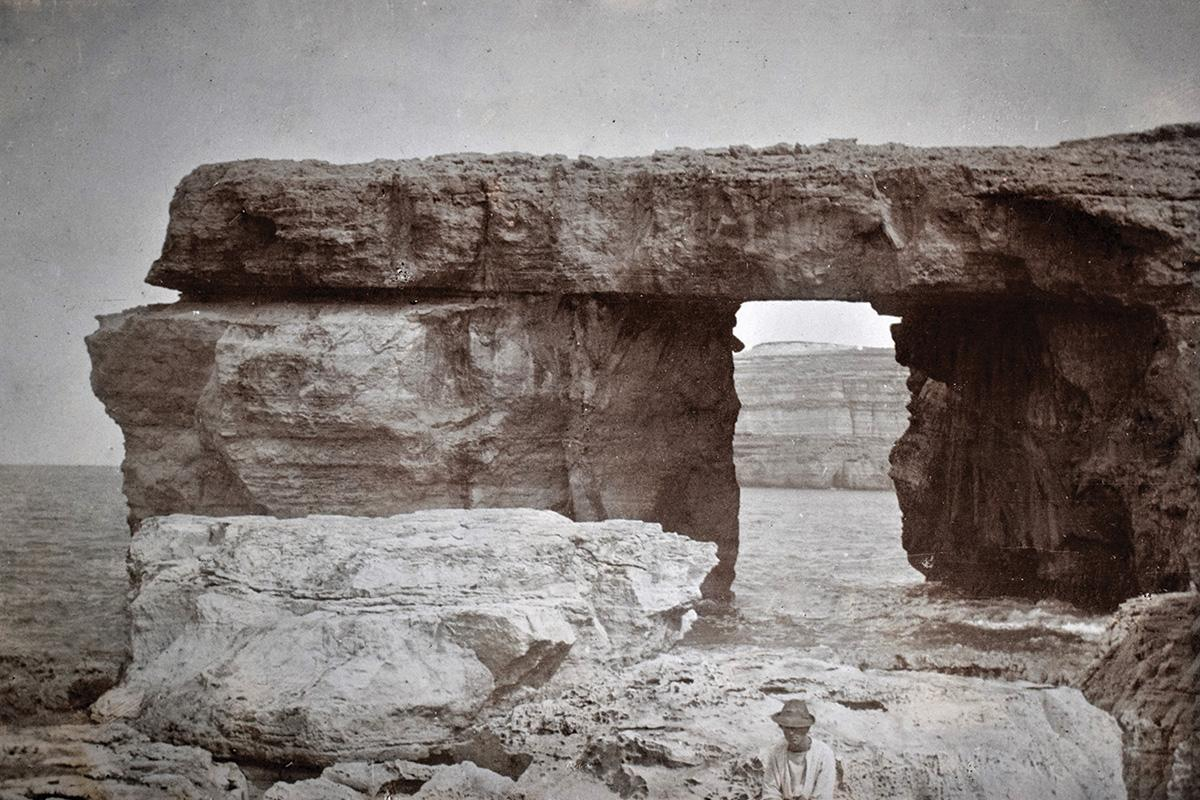
Jedno z pierwszych zdjęć Lazurowego Okna (Richard Ellis, około 1890)

Lazurowe Okno powstało w wyniku erozji morskiej ściany klifu. Proces ten zaczyna się od powstania karbu w wyniku działania fal. Ta przestrzeń pozbawiona skały powoduje następnie naprężenia rozciągające, które prowadzą do powstania pionowego pęknięcia, rozciągającego się w górę od karbu. Szczelina ta stopniowo staje się szersza, tworząc najpierw jaskinię, a ostatecznie łuk. Koniec cyklu życia łuku następuje, gdy erozja w końcu posunie się tak daleko, że strop łuku staje się cięższy, niż mogą utrzymać filary. Nie wiadomo dokładnie, kiedy łuk powstał, ale uważa się, że cały proces trwał około 500 lat.
Łuk nie jest wspominany ani w XVII-wiecznych, ani w XVIII-wiecznych opisach okolic Dwejry, które słynęły już z pobliskiej Fungus Rock, więc prawdopodobnie jeszcze nie istniał. Książka Giovanniego Francesco Abeli z 1647 „Descrizione di Malta” oraz rękopis De Soldanisa z 1746 „Il Gozo Antico-Moderno e Sacro-Profano” wspominają o Tieqa Żerqa (napisane archaicznie jako Tieka Szerka) lub Għar iż-Żerqa, ale dotyczyło to wejścia do jaskini w pobliżu Inland Sea. Dlatego jest prawdopodobne, że po utworzeniu Azure Window odziedziczyło swoją nazwę z tej jaskini.

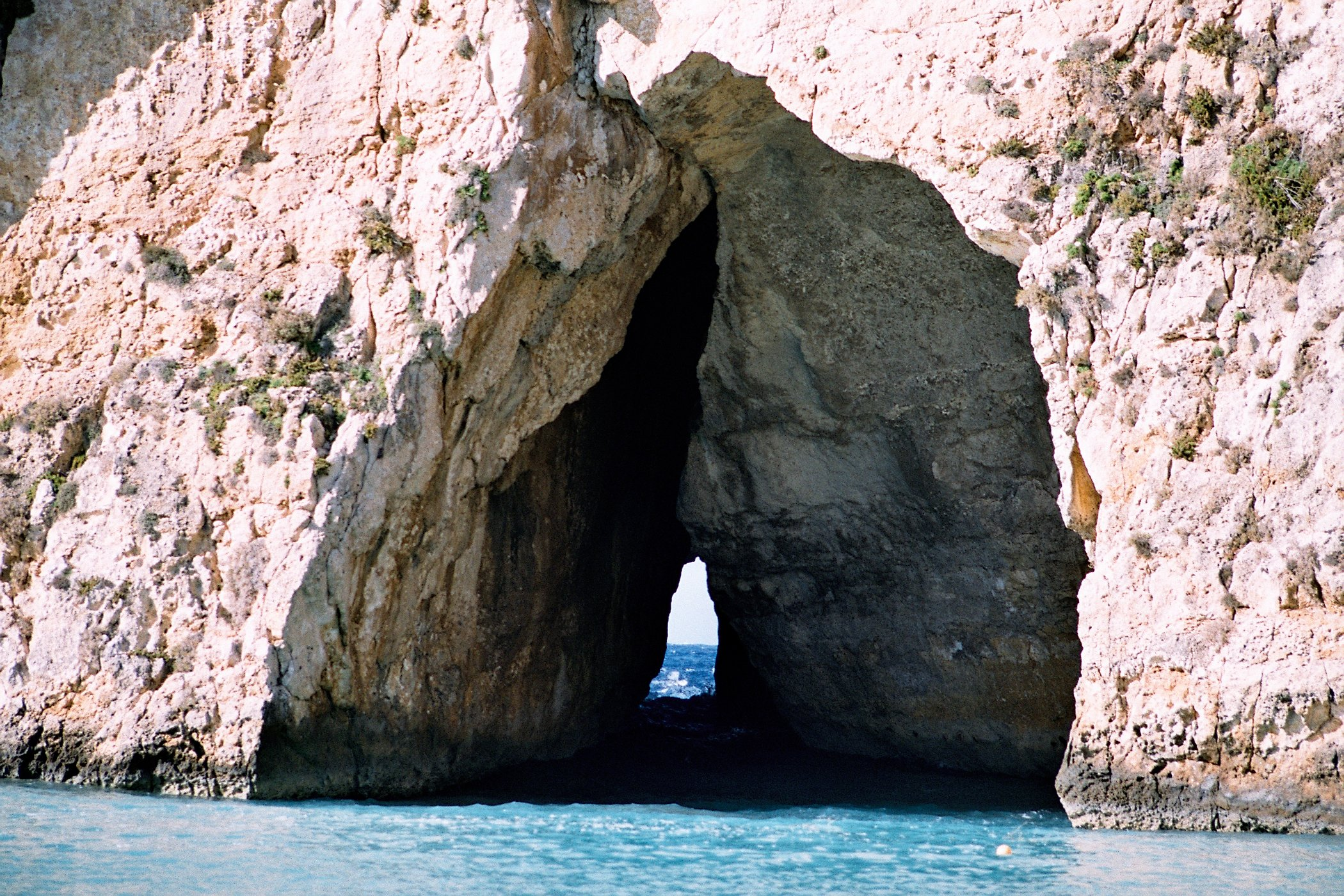
Wejście do Inland Sea, zwane w źródłach z XVII i XVIII wieku Azure Window. Naturalny łuk mógł odziedziczyć swoją nazwę po tej jaskini

Najstarsza znana wzmianka o Azure Window znajduje się na ilustracji z 1824, przedstawiającej pobliską wieżę Dwejra. Jest ono jednak widoczne w tle obrazu i nie jest jasne, czy była to jeszcze jaskinia, czy też przekształciła się już w łuk. Rysunek ołówkiem podpułkownika Richarda Irtona, przedstawiający w pełni ukształtowane Azure Window pochodzi prawdopodobnie z 1830. W 1866 poeta Edward Lear odwiedził Dwejrę i napisał w swoim dzienniku, że „wybrzeże nie jest tak piękne jak na Malcie". Najwcześniejsze zarejestrowane zdjęcia naturalnego łuku zostały wykonane prawdopodobnie przez Richarda Ellisa; znajdują się one w albumie należącym do Michaela Dundona, pod datą 26 lipca 1879. Zdjęcie Ellisa zostało opublikowane w książce w 2011, ukazując kontrastujące różnice ze zdjęciami z XX i XXI wieku.
W XX i na początku XXI wieku łuk był jedną z głównych atrakcji turystycznych Malty i stanowił popularne tło zdjęć. Został włączony do Specjalnego Obszaru Ochrony, a w 1998 został, wraz z resztą Dwejra Bay, wpisany na maltańską wstępną listę światowego dziedzictwa UNESCO.

## Pogorszenie stanu i częściowe zawalenia

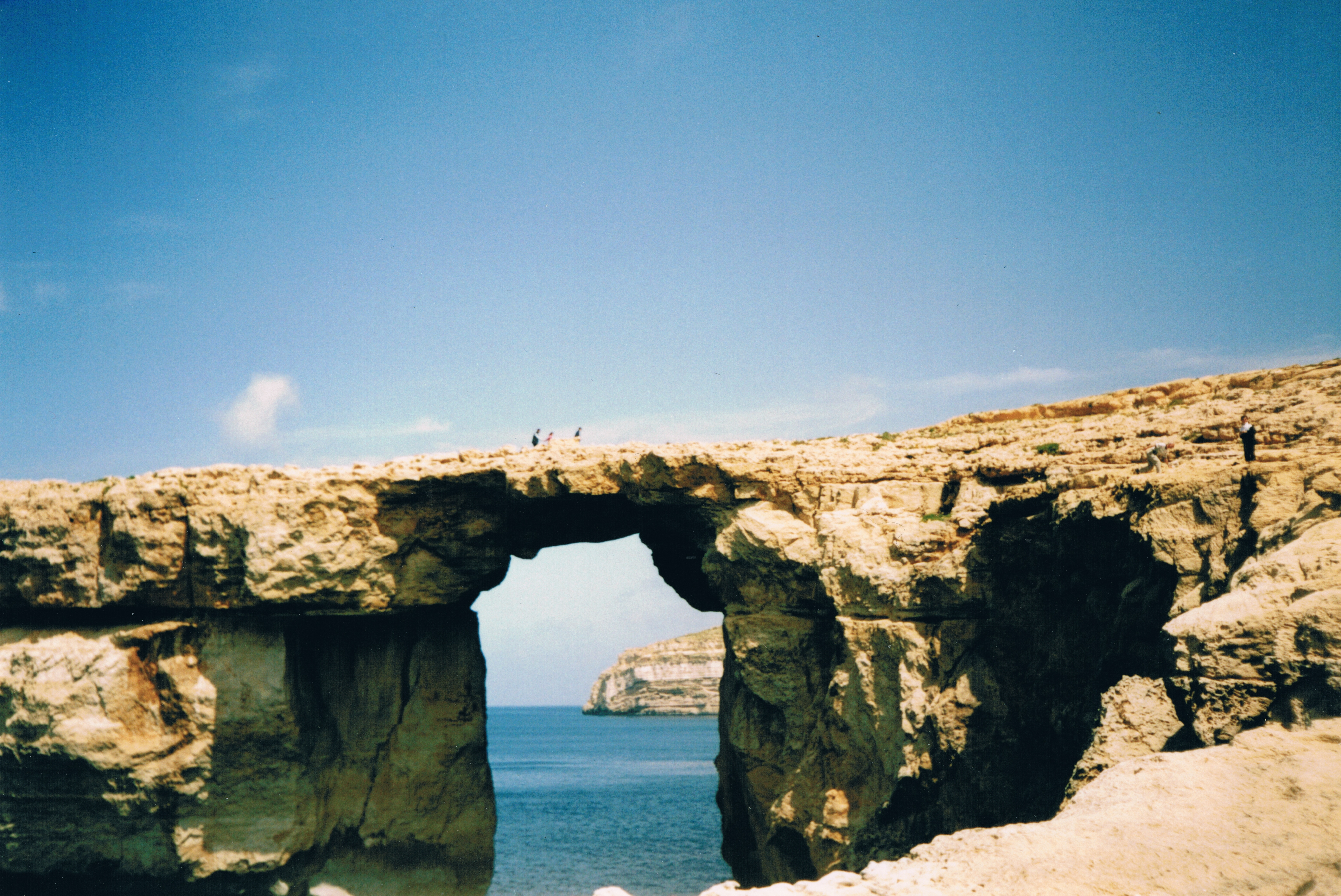
Odwiedzający na szczycie łuku w 2003

W latach 80. i 2000. część górnej płyty łuku zawaliła się, znacznie powiększając łuk. W kwietniu 2012 na wewnętrznej krawędzi filara zawaliła się duża płyta skalna poszerzając wielkość okna. Kolejny upadek skały miał miejsce w marcu 2013. Cztery miesiące później konsultant Peter Gatt, reprezentujący lokalną firmę Geoscience Consulting Ltd, przygotował raport geologiczno-geotechniczny, i ustalił, że łuk był „stosunkowo stabilny i pozostanie taki przez wiele lat” i że nie ma „nadchodzącego” ryzyka zawalenia się, chociaż ostrzegł, że spadanie skał będzie kontynuowane i może być niebezpieczne dla ludzi, którzy mogą zbliżyć się do łuku.
Kolejne upadki i pęknięcia skał odnotowano w kolejnych latach. Rybacy na łodziach unikali zbliżania się do łuku, a znaki ostrzegawcze zostały umieszczone, aby zniechęcić ludzi do chodzenia po szczycie. Jednak wiele osób nadal regularnie chodziło na łuk, na YouTube pokazały się filmiki pokazujące ludzi skaczących do morza ze szczytu łuku, w czasie gdy spadały z niego kawałki skał.
W marcu 2016 Gatt ostrzegł, że nielegalne użycie materiałów wybuchowych na pobliskim Inland Sea może mieć wpływ na i tak już słabą konstrukcję pobliskiego Azure Window. Uwagi te pojawiły się w następstwie dochodzenia przeprowadzonego przez Maltański Urząd ds. Środowiska i Planowania, który ujawnił, że materiał wybuchowy został „prawdopodobnie użyty” do cięcia skał w tunelu prowadzącym do Inland Sea. Podejrzewano, że nielegalne przecięcie miało na celu poszerzenie wejścia, aby umożliwić przepływanie większych łodzi. W grudniu 2016 opublikowano nadzwyczajny zakaz wchodzenia na łuk, intruzom groziła kara grzywny w wysokości 1500 euro. Jednak prawo to nie było egzekwowane, a odwiedzający nadal chodzili po szczycie łuku kilka dni przed zawaleniem się w marcu 2017.

## Ostateczne zawalenie się łuku

Fotografia z 2017, wykonana po zawaleniu się łuku, schematycznie przedstawiająca dotychczasowe umiejscowienie Azure Window

Łuk zawalił się około 9:40 rano czasu lokalnego (8:40 rano UTC) 8 marca 2017, po okresie silnych sztormów, nie pozostawiając nic widocznego nad wodą. Filar ustąpił jako pierwszy, powodując zapadnięcie się wraz z nim górnej części łuku. Podczas zawalenia się filar roztrzaskał się na duże kawałki. Upadek był nieunikniony.
O zawaleniu informowały zarówno lokalne, jak i międzynarodowe media. Premier Malty Joseph Muscat i przywódca opozycji Simon Busuttil napisali na Twitterze o zawaleniu się Azure Window, stało się to również tematem wielu memów internetowych w maltańskich mediach społecznościowych. Environment and Resources Authority nazwał upadek poważną stratą dla naturalnego dziedzictwa Malty. Komisja Środowiska Kościoła stwierdziła, że upadek powinien skłonić Maltańczyków do refleksji nad swoim dziedzictwem narodowym. Rada lokalna San Lawrenz wezwała rząd do ustanowienia planu zarządzania dla całego obszaru Dwejra, wciąż, pomimo utraty Azure Window, posiadającego kilka innych godnych uwagi atrakcji.
W dniu zawalenia się policja zaapelowała do społeczeństwa, aby nie odwiedzać tego obszaru. Nurkowanie w tym rejonie zostało czasowo zakazane, chociaż nie było to egzekwowane, a kilka dni po zawaleniu pojawił się materiał filmowy przedstawiający pozostałości podwodnego łuku. Pozostałości łuku utworzyły szereg elementów, które zostały nazwane „rajem nurków”, chociaż Transport Malta i Environment and Resources Authority nadal zalecały społeczeństwu trzymanie się z dala od tego obszaru, dopóki nie zostaną przeprowadzone przeglądy i inspekcje miejsca.
Po zawaleniu Gatt powiedział, że po swoim raporcie poprosił władze o monitorowanie łuku i filaru przez długi czas, aby zbadać tę strefę i ustalić, czy filar podtrzymujący łuk się porusza, „ale nie nastąpiły żadne kolejne działania, a stan filaru pozostawał nieznany”.

## Następstwa

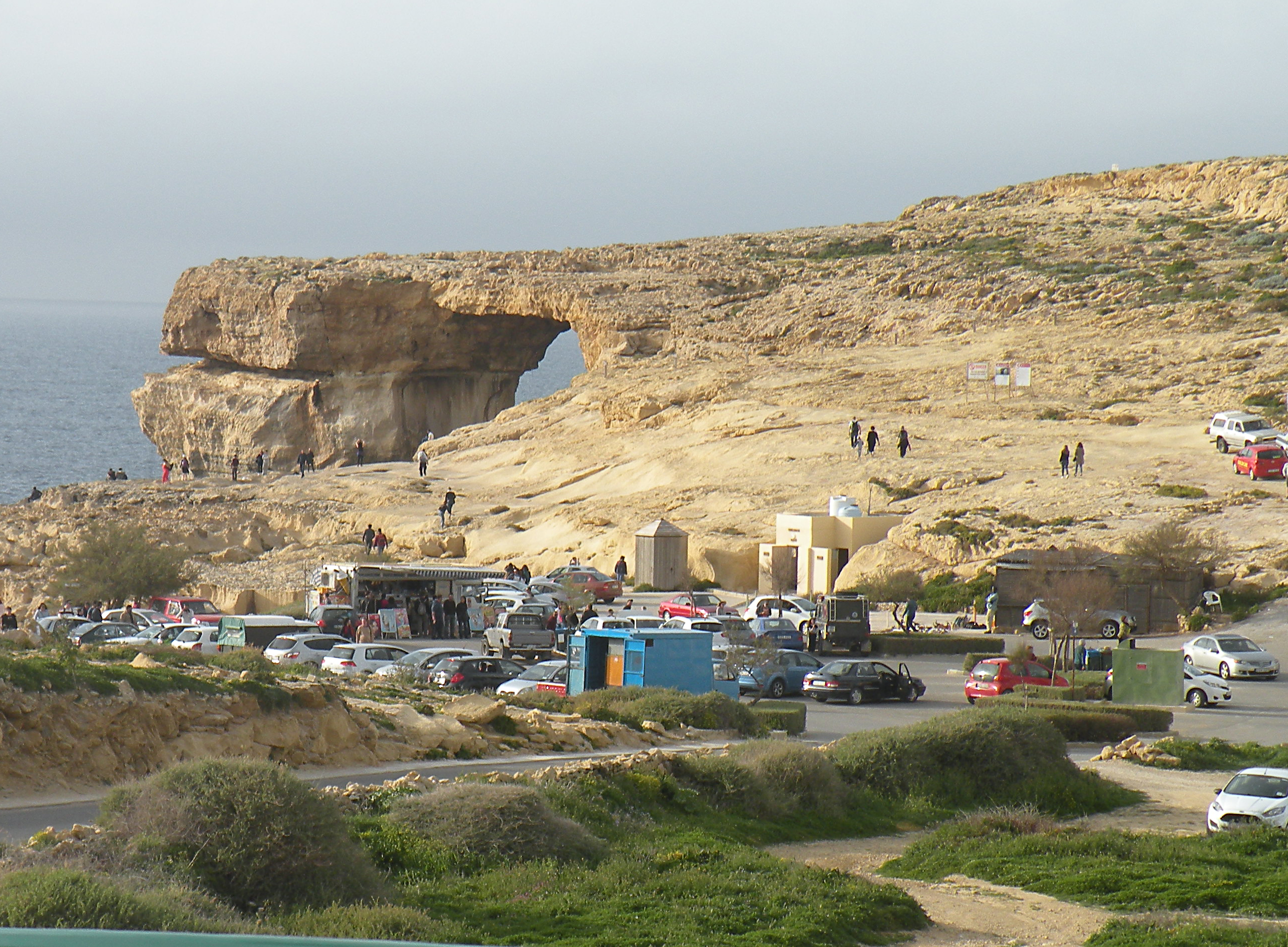
Odwiedzający łuk 6 marca 2017, dwa dni przed jego zawaleniem

9 marca 2017 rząd ogłosił międzynarodowy konkurs na plan, dotyczący przyszłości Dwejry. Rozważane opcje obejmowały pozostawienie miejsca bez zmian, wydobycie szczątków okna z dna morskiego i wystawienie ich, stworzenie sztucznej lub w formie rzeczywistości rozszerzonej rekonstrukcji okna, utworzenie centrum interpretacji lub wykonanie instalacji artystycznej na miejscu. Rząd oświadczył, że formacja skalna nie zostanie odbudowana. Jedyną osobą, która odpowiedziała na to międzynarodowe zaproszenie, był inwestor z Gozo Joseph Portelli, który zaproponował budowę hotelu w kamieniołomie w pobliżu miejsca, w którym znajdowało się Azure Window. Projekt obejmowałby również centrum interpretacji, centrum nurkowe, interaktywne muzeum, centrum obserwacji nieba oraz środki transportu. W sierpniu 2018 roku ogłoszono, że rząd nie zamierza realizować tej propozycji.
Pod koniec 2018 rosyjski architekt Svetozar Andreev z Hoteì Russia, we współpracy z Eleną Britanishską, ogłosił propozycję budowy w miejscu Azure Window stalowej konstrukcji. Projekt zatytułowany „Serce Malty” (ang. The Heart of Malta) składałby się z konstrukcji z wielokątnymi lustrzanymi ścianami ze stali, której wielkość i proporcje oparte byłyby na dawnym naturalnym łuku. Obiekt składałby się z pięciu pięter obejmujących ponad 5000 m² powierzchni wystawienniczej, przy czym każde piętro reprezentowałoby inny okres w historii Malty. Centralne spiralne schody połączyłyby ze sobą poziomy. Propozycja ta spotkała się z mieszanymi reakcjami opinii publicznej, większość respondentów w ankietach internetowych była „za”. Jednak projekt został również skrytykowany, ponieważ obszar ten jest parkiem morskim, a interwencja zniszczyłaby podwodne pozostałości oryginalnego Azure Window. Ponadto fundamenty musiałyby spoczywać w morzu na głębokości ponad 50 m, a miejsce to jest podatne na silne sztormy. W sierpniu 2019 nowa ulica w pobliskiej wiosce San Lawrenz została nazwana „Triq it-Tieqa tad-Dwejra” (Dwejra Window Street).

## Budowa geologiczna
Azure Window było naturalnym łukiem o wysokości około 28 metrów i rozpiętości około 25 metrów. Znajdowało się na czubku cypla znanego jako Dwejra Point. Łuk zbudowany był ze skał osadowych, które są szeroko rozpowszechnione na Wyspach Maltańskich i zostały wykształcone w oligocenie. Formacja była podzielona na dwa elementy. Część A tworzyła podstawę i filary łuku, a element B utworzył większą część niepodpartego szczytu łuku.
Element A, o grubości ok. 20 m, składał się głównie ze skamieniałych glonów koralowych w spoiwie kalcytowym. Łuk zawierał cztery facje, oznaczone A-1 do A-4, przy czym A-2 była najgrubsza. Depozycja tych osadów była powolna i zachodziła na głębokościach ponad 30 m, o umiarkowanych prądach.
Element B miał grubość ok. 10 m i zawierał pięć facji, ponumerowanych od B-1 do B-5. Facja B-1 tworzyła cienką warstwę białego wapienia pomiędzy elementem A i resztą elementu B, miękką i łatwiej ulegającą erozji, dlatego utworzyła ona zagłębienie wokół okna. Facje B-2 i B-3 tworzyły grube na 7 m złoże z mieszanych poziomów kamieni zwartych i kamieni ziarnistych, które są porowate, a przez to mniej zwarte. Facja B-5 była warstwą kamienia zwartego o grubości 4 m, i tworzyła górną, niepodpartą część łuku. Element B zawierał szereg skamielin, w tym Scutella, Pecten, duże kolce jeżowców i duże otwornice warstwy dennej. Wszystkie warstwy elementu B zostały przecięte przez dwie spoiny. Hybrydowa warstwa pokryta wapieniem globigerinowym została znaleziona na szczycie facji B-5, ale była ona mocno zniszczona erozją.
Łuk znajdował się w pobliżu Inland Sea, wewnętrznej zatoki morskiej, do której prowadzi wąskie wejście w formie łuku, który wytworzył się wzdłuż szczeliny w skałach. W pobliżu znajduje się również Fungus Rock, wysepka, która powstała, gdy most z naturalnego łuku zawalił się, pozostawiając filar. W okolicy znajduje się również wieża Dwejra, XVII-wieczna przybrzeżna strażnica zbudowana przez Zakon św. Jana. Kolejny naturalny łuk, Wied il-Mielaħ Window, znajduje się około 3,7 km na północny wschód od Dwejry. Jest jednak mniej znany niż Azure Window.

## Azure Window w kulturze
Azure Window pojawia się w wielu filmach, w tym Zmierzch tytanów (1981), Hrabia Monte Christo (2002) i tamilskojęzycznym filmie indyjskim Vinnaithaandi Varuvaaya. Można go również zobaczyć w miniserialu telewizyjnym Odyseja (1997). Został użyty jako miejsce kręcenia sceny ślubu Dothraków w pierwszej serii serialu telewizyjnego HBO Gra o tron. Filmowanie serialu wywołało kontrowersje, gdy chroniony ekosystem został uszkodzony przez podwykonawcę. W wideoreklamie Hugo Bossa z 2017 cliff diver David Colturi występuje w Azure Window oraz w Wied il-Mielaħ Window.